# Дубовка (Киевская область)

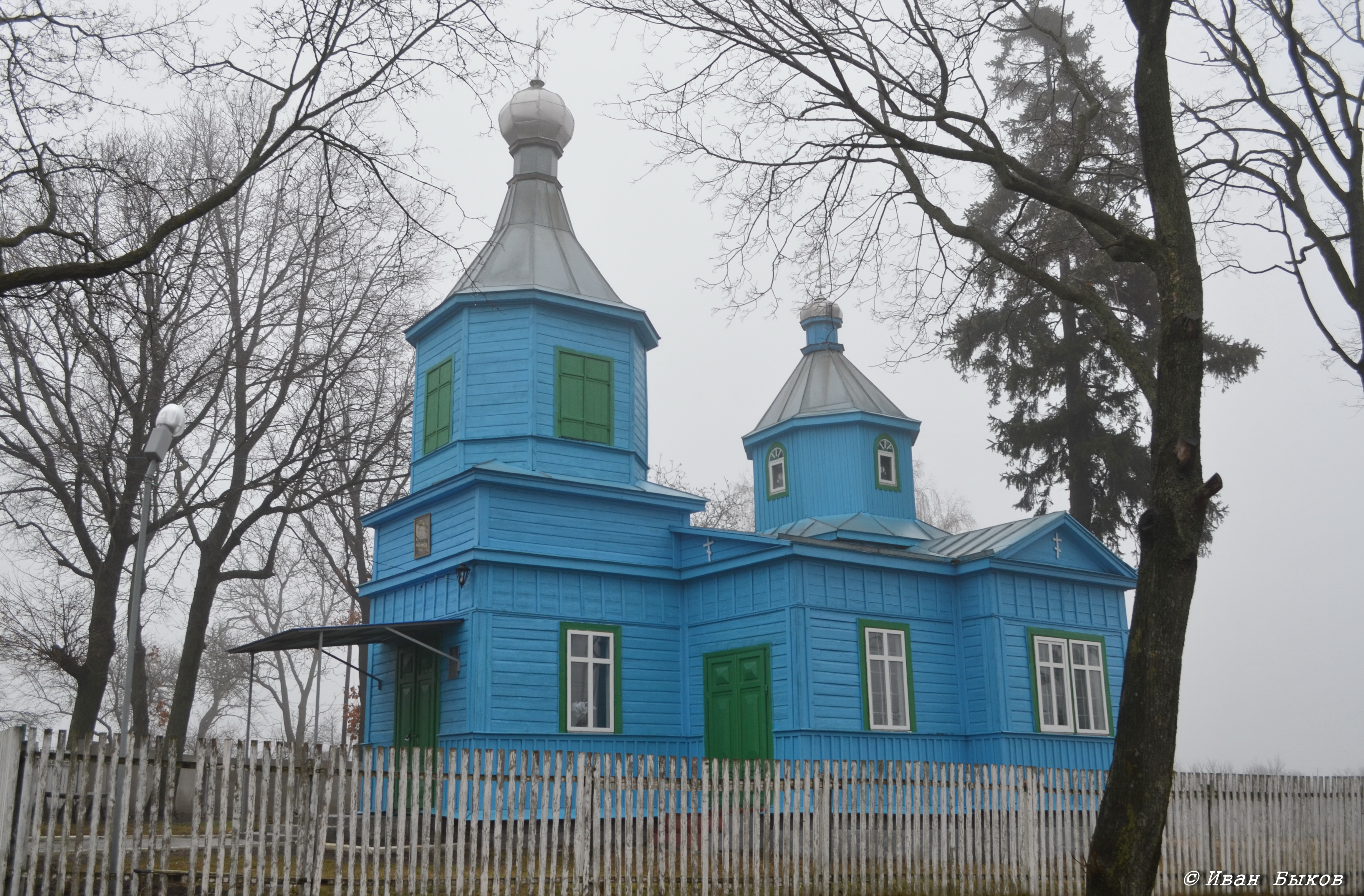
Церковь Александра Невского

Дубовка (укр. Дубівка) — село, входит в Таращанский район Киевской области Украины.
Население по переписи 2001 года составляло 485 человек. Почтовый индекс — 09534. Телефонный код — 4566. Занимает площадь 1,223 км². Код КОАТУУ — 3224481301.

## Местный совет
09531, Київська обл., Таращанський р-н, с.Дубівка